# うつばり
うつばり(Der Hahnenbalken, KHM 149)は、『グリム童話』に収録されている作品である。

## あらすじ
昔、一人の魔法使いがいた。魔法使いは大勢の人の前で術を使ってみせた。あるとき、おんどりに大きなうつばりを持ってこさせた。しかし、それを一人の少女が見破る。おんどりが背負っているのは藁であった。他の人からも術は解け、魔法使いは追い払われる。魔法使いは仕返しをしてやろうとたくらんでいた。
時がたち、少女は結婚することになった。行列を作って行進する途中、大きな川に出合った。橋も無いので着物を捲り上げて渡ろうとすると、魔法使いが少女をこれを川と見間違えるのかとあざ笑った。すると少女にはありのままの光景が見えた。少女がいるのは麻畑の真ん中だった。人々は少女をあざ笑い、追い払ってしまった。